# Mi súper ex novia
Mi superexnovia es una película estadounidense de 2006, dirigida por Ivan Reitman y protagonizada por Luke Wilson, Uma Thurman y Anna Faris en los papeles principales.

## Sinopsis
Matt Saunders (Luke Wilson) es un chico atractivo de unos treinta años que no ha afrontado todavía una cita seria en lo que lleva de vida. Aunque posee una torpeza encantadora, no parece encontrar una chica para él. Es entonces cuando conoce a Jenny Johnson (Uma Thurman), una chica atractiva, pero algo excéntrica que no se parece en nada a ninguna otra chica que Matt haya conocido antes. Matt se siente el hombre más afortunado de la tierra cuando se entera de que su chica es en realidad G-Girl, la superheroína más fantástica que jamás haya existido. ¡No puede ni imaginarse las posibilidades que esos superpoderes pueden aportar a su relación!
Pasan momentos maravillosos juntos y llevan su vida sexual hasta límites… Pero tras la emoción del principio, Matt rompe con Jenny y eso no le gusta a ella y a su gran vena neurótica. Sin embargo, pronto se da cuenta de que una superheroína despechada puede ser de lo más sufrido. G-Girl despliega sus superpoderes para humillarlo y atormentarlo, no desaparecerá de su vida hasta verla convertida en un auténtico infierno.

## Reparto
- Uma Thurman - Jenny Johnson / G-Girl
- Luke Wilson - Matthew "Matt" Saunders
- Anna Faris - Hannah Lewis
- Eddie Izzard - Barry Edward Lambert / Professor Bedlam
- Rainn Wilson - Vaughn Haige
- Wanda Sykes - Carla Dunkirk